# Liste der meistverkauften Singles in den USA (1955)
Die Liste der meistverkauften Singles in den USA 1955 wurde von Billboard nach den Best-Sellers-in-Stores-Charts (Verkaufscharts) ermittelt.
Die Daten wurden aus anderen Quellen ergänzt mit Informationen zu Komponisten/Textern, Titel der B-Seite und US-Katalognummer.
| Rang | Interpret                    | Titel & Komponisten                                                                                  | Label & Katalognummer |
| ---- | ---------------------------- | --- | --------------------- |
| 1    | Pérez Prado                  | Cherry Pink and Apple Blossom White (Louigy & Mack David) – B-Seite: Maria Elena Rumba               | Victor 20-5965        |
| 2    | Bill Haley                   | Rock Around the Clock (Jimmy DeKnight & Max Freedman) – B-Seite: Thirteen Women                      | Decca 29124           |
| 3    | Mitch Miller                 | The Yellow Rose of Texas (D. George) – B-Seite: Blackberry Winter                                    | Columbia 40540        |
| 4    | Roger Williams               | Autumn Leaves (Johnny Mercer, J. Prevert & J. Kosma) – B-Seite: Take Care                            | Kapp 116              |
| 5    | Les Baxter                   | Unchained Melody (Hay Zaret & Alex North) – B-Seite: Medic                                           | Capitol 3055          |
| 6    | Bill Hayes                   | Ballad of Davy Crockett (Tom Blackburn & George Burns) – B-Seite: Farewell                           | Cadence 1256          |
| 7    | Four Aces                    | Love Is a Many Splendored Thing (Sammy Fain & Paul Francis Webster) – B-Seite: Shine On Harvest Moon | Decca 29625           |
| 8    | McGuire Sisters              | Sincerely (Harvey Fugua & Allen Freed) – B-Seite: No More                                            | Coral 61323           |
| 9    | Pat Boone                    | Ain’t That a Shame (Dave Bartholomew & Antoine Domino) – B-Seite: Tennessee Saturday Night           | Dot 15577             |
| 10   | Georgia Gibbs                | Dance with Me, Henry (Jules Taub, Joel Josea & Sam Ling) – B-Seite: Every Road Must Have a Turning   | Mercury 70572         |
| 11   | Crazy Otto (= Johnny Maddox) | Crazy Otto Medley – B-Seite: Humoresque                                                              | Dot 15325             |
| 12   | Billy Vaughn                 | Melody of Love (H. Englemann & Tom Glazer) – B-Seite: Joy Ride                                       | Dot 15247             |
| 13   | Tennessee Ernie Ford         | Sixteen Tons (Merle Travis) – B-Seite: You Don’t Have to Be a Baby to Cry                            | Capitol 3262          |
| 14   | Frank Sinatra                | Learnin’ the Blues (Dolores Vicki Silvers) – B-Seite: If I Had Three Wishes                          | Capitol 3102          |
| 15   | Fontane Sisters              | Hearts of Stone (Rudy Jackson & Eddie Ray) – B-Seite: Bless Your Heart                               | Dot 15265             |
| 16   | Georgia Gibbs                | Tweedle Dee (Winfield Scott) – B-Seite: You’re Wrong All Wrong                                       | Mercury 70517         |
| 17   | Four Lads                    | Moments to Remember (Stillman & R. Allen) – B-Seite: Dream on My Love Dream on                       | Columbia              |
| 18   | Chordettes                   | Mister Sandman (Pat Ballard) – B-Seite: I Don’t Wanna See You Cryin’                                 | Cadence 1247          |
| 19   | Joan Weber                   | Let Me Go Lover (Jenny Lou Carson & Al Hill) – B-Seite: Marionette                                   | Columbia 40366        |
| 20   | Nat King Cole                | Blossom Fell (Howard Barnes, Harold Cornelius & Dominic John) – B-Seite: If I May                    | Capitol 3095          |